# Marcel Côté (peintre)
Pour les articles homonymes, voir Côté (homonymie) et Marcel Côté (homonymie).
Marcel Côté, né le 15 janvier 1961 à Québec, est un artiste-peintre plasticien et mosaïste, réputé pour ses courtes-pointes sociales (art relationnel). L'une des plus connues est sans doute la mosaïque Horizon, don du Canada au Haut-Commissariat des Nations unies aux droits de l'homme, qui l’expose au Palais Wilson, à Genève. Cette toile a été assemblée à partir de 200 dessins d’enfants.

## Carrière
Au début des années 1980, alors qu’il était dans la jeune vingtaine, Marcel Côté s’initie à la peinture et au dessin de manière autodidacte. C'est la couleur qui sera au cœur de son travail. Dans sa création, le peintre s’inspire des peintres québécois qui ont marqué son imagination. Il admire l’œuvre de Marcelle Ferron et celle de Jean-Paul Riopelle, dont il s'inspire. Marcel Côté affectionne également la peinture de Sam Francis, dont il aime la spontanéité, la couleur et la monumentalité.
Parmi les anecdotes peu connues de sa vie, on note sa rencontre avec l’artiste multidisciplinaire espagnol Fernando Arrabal, dernier survivant des surréalistes d’André Breton qui fréquenta Tristan Tzara et Andy Warhol. Arrabal a dit de son travail : « La naïveté, c’est laid. Si j’ai à m’intéresser à la peinture, ce sera à la vôtre ».

## Démarche

### Courtepointes sociales
Marcel Côté est réputé sur la scène internationale pour ses « courtepointes sociales ». Il s’agit d’amalgames de dessins qui traitent d’un même sujet. Il les récupère et les reproduit sur toile avant d’y ajouter de la couleur. Il compose un tout à partir de chaque pièce, qui en devient une partie indispensable et indivisible. L’Arbre de la francophonie en est un exemple. On y retrouve pas moins de 500 dessins d’enfants. Ces toiles aux airs de mosaïque sont réalisées, la plupart du temps, pour des organismes humanitaires.
Initialement, l’artiste travaillait le plus souvent à partir de dessins d’enfants, réalisés en classe ou dans le cadre d’événements divers. Sa démarche s’est toutefois élargie aux adultes au fil des années. Le seul critère est le désir de s’exprimer sur le thème choisi. Ceux-ci sont universels et se veulent rassembleurs : bonheur, espoir, vie, mort, etc. Outre la réalisation d’une toile collective, les projets visent le partage de rêves, de même qu’un échange et la proposition d’un message commun dont Marcel Côté est le chef d’orchestre. 
L'essayiste et critique d'art Robert Bernier décrit ainsi l'une ses courtepointes sociales : « Entreprise d’un projet artistique à connotation humanitaire. Visait la création de 13 tableaux qui explorent l’univers de la collaboration et de l’entraide sous différents thèmes : la magie de la coopération, l’éducation, la paix, le bonheur, l’entente entre les peuples, l’environnement, la gestion de l’eau, la faune, la famille, l’espoir, l’entraide et la santé. La démarche de l’artiste avait ceci de particulier qu’elle mettait l’accent sur la mobilisation de plusieurs personnes vivant sur cinq continents. »

### Le plasticien
La nature est au cœur de l’œuvre de Marcel Côté. Enfant, il passait tous ses étés à la campagne, et c’est là qu’il a développé son sens de l’observation. Pour l’artiste, les formes végétales ne sont qu’un prétexte, car elles peuvent prendre toutes sortes de couleurs. Et c’est toute la gamme de celles-ci qui donnent vie à ses toiles.
Son style s’approche de l’art abstrait, même si ses tableaux évoquent le plus souvent des fleurs. Il maîtrise les jeux de couleurs, les contrastes, d’ombres et de lumières, avec lesquels il joue pour donner vie à ses œuvres. Certains tableaux sont réalisés uniquement à la spatule, tandis que d’autres sont parsemés d’infimes détails. La démarche picturale du peintre allie intuition et réflexion. Son art est en soi un acte méditatif. Bien qu’il peigne souvent des fleurs ces dernières ne sont qu’un prétexte pour créer. Car ce qui anime le peintre, c’est la couleur et la luminosité.
De même, ses bouquets floraux sont matière et effet de volume obtenus par accumulation successive de couches de peinture acrylique. Le vernis en rehausse la facture plastique. En effet, la matérialité, ce corps de la peinture, son expressivité, obtenue par les rouges et les jaunes de cadmium, procure aux formes végétales un caractère fantastique.  Cette mythologie florale prend vie, entre autres, par un enchevêtrement successif de minces couches de glacis.  L’artiste use d’un procédé que l’on trouve chez les impressionnistes, qui utilisaient les couleurs au cadmium en premier plan afin d’augmenter les effets de luminosité.
L’effet, et l’expérience esthétique, devant ses œuvres est frappante : les fleurs font place à un ensemble cohérent de couleurs et le tableau peut ainsi être considéré autant comme la représentation littérale d’une fleur ou comme une toile abstraite aux mille jaillissements de couleurs. 

## Œuvres marquantes
Dans le cadre du volet social de sa démarche artistique, Marcel Côté a remis plusieurs œuvres à différents organismes, spontanément ou sur invitation.
- En 1996, l’artiste réalise une toile collective inspirée de 50 dessins d’élèves pour souligner les 25 ans de l’école Côte-du-Nord de la ville québécoise de Hull (aujourd'hui Gatineau), en Outaouais.
- En 1997, il remet une œuvre à la Fondation de la moelle osseuse. Celle-ci est réalisée à partir de dessins d’enfants greffés de la moelle osseuse et s’intitule La vie.
- En 1999, dans le cadre du Sommet de la francophonie, qui se déroule alors à Moncton (Nouveau-Brunswick), il crée une toile représentant un arbre. Les feuilles sont constituées de dessins d’enfants francophones, le tronc et les branches représentent le nom d’artistes francophones également. Par cette démarche, le peintre souhaitait démontrer l’apport de ces artistes, et de bien d’autres, à la francophonie. La toile a été dévoilée au Musée des civilisations d'Ottawa.
- Toujours en 1999, il coordonne l’œuvre collective Mon rêve pour l’an 2000, avec plusieurs groupes d’étudiants aux prises avec un handicap.
- En 2001, à la suggestion d’un parent d’un élève de l’école Côte-du-Nord, il offre un tableau (Harmonies) à présidente de la Commission canadienne des droits de la personne, Michelle Falardeau-Ramsay, et lui en cède aussi les droits d’auteur. L’œuvre a depuis été donnée au Haut-Commissariat des Nations unies aux droits de l'homme, qui l’expose au Palais Wilson, à Genève. Cette toile a été construite à partir de 200 dessins d’enfants.
- En 2001, une œuvre de l’artiste a été choisie par le Festival Juste pour rire hommage à Piccolo .
- En 2005, Marcel Côté a été l’artiste choisi pour représenter les 100 ans du Club Rotary à Chicago.
- Au printemps 2014, son œuvre La Grande Volière, réalisée en 2008, est dévoilée et accrochée au Centre hospitalier universitaire de Québec. La toile a été réalisée à partir de dessins de donneurs et de receveurs de moelle osseuse.
- Enfin, Marcel Côté a réalisé une toile à partir des dessins de 300 membres des scouts de l’Outaouais pour souligner le 35e anniversaire du groupe.

## Accueil critique
Le critique d'art Robert écrit : « Il n'est pas tombé dans le piège d’une évocation linéaire ou trop illustrative. La facture est maîtrisée. » Il ajoute : « L’artiste cherche la liberté. Celle du geste, mais aussi, et surtout, celle des choix, sans craindre le qu’en-dira-t-on. Fait important à souligner, la production de l’artiste se caractérise par deux approches. L’une, spontanée et intuitive (…) s’apparente à l’esprit du surréalisme. L’autre, plus candide, s’apparente, tout en s’en distinguant, à l’art des enfants, donc aussi à l’esprit du surréalisme, mais d’une façon différente, se rapprochant peut-être davantage de ce que fait l’artiste suisse Paul Klee. »

## Expositions
La première exposition de Marcel Côté a lieu en 1986. À ce jour, deux expositions complètes lui ont été dédiées, la première en 1992, « La vision d’une libellule », qui s’est déroulée à la Galerie du Faubourg, à Québec. La seconde a eu lieu en 1997 à la Maison Magella-Paradis, à Québec également.

## Collections
Des œuvres de l’artiste sont également ou ont également été exposées dans des collections telles que celles du Musée Juste pour rire de Montréal, du Abu Dhabi Men’s College, de l’Hôtel Clarendon (à Québec), de certains édifices des gouvernements du Québec et du Canada, de la Monnaie Royale Canadienne, du Club Rotary International, etc. Certaines entreprises ont également acquis de ses toiles, notamment Andrès Wines lt, AT & T Canada, CPG Technologie inc., Cognicase, GAP, la TELUQ, Nurun et plusieurs autres. Il expose aussi depuis plusieurs années dans les galeries Beauchamp, à Baie-Saint-Paul, Québec et Toronto.

## Sources
(juillet 2014).
- Robert Bernier, « Marcel Côté, inspiration à la chaîne » Magazine Parcours, Août-septembre-octobre 2008, pp.126-127
- Robert Bernier, « Marcel Côté : Assembly Line Inspiration », Magazine Parcours, Automne-Hiver 2008-2009, pp. 112-113.
- Anonyme, « Destination Moncton, La communauté à la une », Le métropolitain, semaine du 8 au 14 septembre 1999.
- Brian Kirk, « Les Scouts de l’Outaouais fêtent leur 35e anniversaire : toujours prêts! » Le Régional, section actualités.
- Mylène Moisan, « L’œuvre d’un peintre de Limoilou s’envole pour Genève », Le Soleil, 21 avril 2002, page A14.
- Mylène Moisan, « Peintre engagé », Le Soleil, 6 mai 2002, page B8.
- Robert Bernier, « Marcel Côté, Le rêve d’une libellule », Magazine  Parcours, Été 2004, p. 64.
- Anonyme, 1996. « Une peinture souligne les 25 ans de l’école Côte-du-Nord », Bonjour dimanche, 10 novembre 1996, p.4.
- Sylvie Laberge, « Visite de l’atelier de Marcel Côté, artiste peintre », Magazine Sofadéco, juin 2013, pp. 162-163 [lire en ligne (page consultée le 17 juillet 2014)]
- Richard Fournier, « Lumière sur l’inauguration de la nouvelle clinique externe d’hémato-oncologie de l’HEJ / La Grande volière », Le Chuchoteur, avril 2014, p. 10. [lire en ligne (page consultée le 17 juillet 2014)]
- Anonyme, Magazin'art, automne 2000, p. 104 et p. 144.
- Anonyme, Magazin'art, printemps 2001, p. 47.